# Hrami
A Hrami (grúzul: ხრამი; azeriül: Anaxatır, Xram, felső szakaszán olykor Kzia (ქცია) néven ismert) a Kura  jobb oldali mellékfolyója, amely Grúzia és Azerbajdzsán területén folyik keresztül. Hossza 201 km, vízgyűjtő területe 8 340 km2.

## Földrajza
A folyó a Kis-Kaukázushoz tartozó Trialeti-hegység déli oldalán ered, Közép-Grúziában, a Szamche-Dzsavaheti régió északkeleti részén. Forrása 2422 méteres magasságban ered kissé keletre a Schawiklde 2850 méteres csúcsától, tíz kilométerre délre Bakuriani fürdővárosától. A folyó felső folyását Kziának hívják. Eleinte keleti irányban folyik párhuzamosan a hegység főgerincével egy részben széles, részben szurdokszerű, ritkán lakott völgyön keresztül, amely néhány kilométerre északra megkerüli a lefolyás nélküli Tabazkuri-tavat.
A Kzia Avranlo falu közelében, már Alsó-Kartli régióba jutva eléri az 1500–1700 méter magasságban fekvő  Calka-fennsíkot, ahol valamivel később több kisebb mellékág csatlakozik hozzá, és ezentúl a Hrami nevet viseli. Calka kisvárosától a Zalka-víztározóig tartó szakasza mesterségesen duzzasztott, amelyet az 1930-as és 1940-es években hoztak létre.
A calkai gátnál a Hrami délkeleti irányban elhagyja a fennsíkot egy keskeny szakadékon keresztül, ahol a széles ívben fordulva 40 kilométer alatt mintegy 800 méter magasságot veszít. Tetrizqaro kisvárosától délre a terep fokozatosan ellaposodik, de a Hrami továbbra is egy sziklás, mély völgyben halad. Végül kijut az Alsó-Kartli-síkságra Aruhlo és Kolagiri falvak közelében, körülbelül félúton Bolniszi és Marneuli között.
A Chrami továbbra is keleti irányban folyik át a síkságon, jobbról felveszi legfontosabb mellékfolyóit, Masaverát és Debedet, majd átlépi Azerbajdzsán határát. További 7 kilométer megtétele után a folyó két ágra bomolva torkollik İkinci Şıxlı falutól északra a Kurába, mintegy 30 kilométerre északnyugatra a Qazaxtól, a Qazaxi járás közigazgatási központjától.

## Hidrológiai jellemzők
A folyó vízgyűjtő területe 8 340 km², ebből 4 470 km² tartozik Grúziához és mindössze 80 km² Azerbajdzsánhoz, míg mellékfolyói révén területének igen jelentős, 3 790 km² -nyi területe (45,4%) Örményország része.
A Hrami átlagos vízhozama nem messze a torkolattól, a Vörös híd alatt (azeriül Qırmızı Körperü, grúzul წითელი ხიდი, Ziteli Chidi) a grúz-azerbajdzsáni határon 51,7 m³ / s, átlagos hozama kisvíz idején 29,3 m³/s, nagyvíz alkalmával a 90,1 m³/s. Az 1260 m³/s abszolút maximumot 1966. május 16-án rögzítették, a legalacsonyabb, 3,95 m³/s-os értéket pedig1961. február 26-án mérték. A gyors folyású Hrami télen sem fagy be.

## Fordítás
- Ez a szócikk részben vagy egészben  a   Chrami című német Wikipédia-szócikk ezen változatának fordításán alapul.  Az eredeti cikk szerkesztőit annak laptörténete sorolja fel. Ez a jelzés csupán a megfogalmazás eredetét és a szerzői jogokat jelzi, nem szolgál a cikkben szereplő információk forrásmegjelöléseként.